# Hoppestylte
En hoppestylte (også kaldet Poweriser, syvmilesko, powerskips) er to stykker fodtøj, som gør det muligt for mennesker at hoppe højt og langt – og derudover lave saltomortaler.
Hoppestylten, nævnt i adressen herunder, kan lagre 700 joule, hvilket svarer til at en person på ca. 70 kg kan hoppe 1 meter op! E=m*g*h ca.=70*10*1 = 700 J.

## Variationer
Poweriser er en slags hoppestylter, som gør folk i stand til at hoppe op til 2 meter over jorden eller løbe med skridt på over 4 meter. Powerisere består af en form for støvler, der kan spændes fast på hvert ben, hvorpå der sidder en særdeles kraftig bladfjeder bestående af glasfiber.